# 345 a.C.
Il 345 a.C. (CCCXLV a.C. in numeri romani) è un anno  del IV secolo a.C.

## Eventi
- Mamerco diventa tiranno di Catania.
- Roma
  - Consoli Marco Fabio Dorsuo e Servio Sulpicio Camerino Rufo
  - Dittatore Lucio Furio Camillo

## Nati
- Demetrio Falereo, oratore, politico e filosofo greco antico

## Morti
- Euainetos, medaglista greco antico